# مایکل مک‌دونالد (کمدین)
مایکل مک‌دونالد (به انگلیسی: Michael McDonald) (زاده ۳۱ دسامبر ۱۹۶۴) بازیگر آمریکایی است.
از فیلم‌های معروف او می‌توان به آستین پاورز: مرد بین‌المللی رمز و راز اشاره کرد.

## فیلم‌شناسی
- آستین پاورز: مرد بین‌المللی رمز و راز (۱۹۹۷)
- کاسپر با وندی ملاقات می‌کند (۱۹۹۸)
- آستین پاورز: جاسوسی که من را تکان داد (۱۹۹۹)
- آستین پاورز در عضو طلایی (۲۰۰۲)
- دیکی رابرتس (۲۰۰۳)
- قتل در ساعات خوش (۲۰۱۹)